# イスラーム用語一覧
イスラーム用語一覧では、イスラーム（イスラム教）の主に宗教、文明、文化に関わる用語を一覧する。

## あ行
アイユーブ朝 - アイン・ジャールートの戦い - アサビーヤ - アザーン - アーシューラー - アズラク派 - アダム - アッバース朝 - アッラーフ -アフシャール朝 - アブラハムの宗教 - アミール - アーミル - アーヤトッラー - アラー（⇒アッラーフ） - アラウィー派 - アラビア語 - アラビア神話 - アラビア半島 - アラビア文学 - アラビア文字 - アラブ人 - アラブ音楽 - アラブ諸国 - アラブ民族主義 - アラビア科学 - アルバイン - アルハンブラ宮殿 - アルミラージ - アンサール - イード・アル＝フィトル - イシャーン - イジュティハード - イスマーイール派 - イスラエル
イスラーム
イスラム王朝 - イスラム科学 - イスラム教国 - イスラム共同体 - イスラム共和制 - イスラム銀行 - イスラム経済 - イスラーム建築 - イスラム原理主義 - イスラム国家 - イスラーム社会  - イスラム主義 - イスラム諸国会議機構 - イスラム神秘主義 - イスラム世界 - イスラム帝国 - イスラム哲学 - イスラーム美術 - イスラーム復興 - イスラーム文明 - イスラーム法（⇒シャリーア） - イスラム法学者 - イスラーム暦（⇒ヒジュラ暦）
井筒俊彦 - イバード派 - イフラーム - イマーム - イラン・イラク戦争 - イラン革命 - イル・ハン国 - イーワーン - インジール - インドネシア -  ウィラーヤ - ウドゥ - ウフドの戦い - ウマイヤ朝 - ウムラ - ウンマ - エルサレム - 大川周明 - オスマン帝国

## か行
カアバ神殿 - 回教 - 回教圏研究所 - 回族 - ガイバ  - ガザーリー - ガージャール朝 - カーディシーヤの戦い - 神 - カリフ - カルバラー - カルマト派 - 喜捨 - キブラ - キリスト教 - 教典 - クッターブ - クライシュ族 - クルアーン - クルアーン主義 - クルド人 - 啓示 - 啓典 - 後ウマイヤ朝 - 五行 (イスラム教) - コーラン（クルアーン） - コーランか剣か

## さ行
サイイド - サウム - ザカート - サドル - サハーバ - サファヴィー朝 - サーマーン朝 - ザムザム - サラート - 塹壕の戦い - シーア派 - シェイク - 使徒 - ジハード - ジブリール - シャー - シャハーダ - ジャーヒリーヤ - シャーフィイー派 - シャリーア - 宗教 - 十字軍 - 十二イマーム派 - 殉教 - 巡礼 - 信仰告白 - スーフィー - スーフィズム - スィッフィーンの戦い - スルタン - スンナ - スンナ派 - 聖戦 - 聖典 - 正統カリフ - セルジューク朝

## た行
タージ・マハル - ターズィエ - ダウ船 - タウヒード - タラス河畔の戦い - 断食 - 中東 - ティムール朝 - 定命 - 天使 - 導師 - 東亜経済調査局 - ドゥルーズ派 - トーラー - トルコ - トルコ人 - 奴隷 - ドンガン人

## な行
ナビー（⇒預言者） - ネーション・オブ・イスラム

## は行
ハーシム家 - ハッジ - ハディース - ハディース批判 - バドルの戦い - ハナフィー派 - パフラヴィー朝 - ハラーム - ハラール - パレスチナ人  -  パレスチナ問題 - ハワーリジュ派 - ハンダクの戦い - ハンバル派 - ヒジャーズ - ヒジャブ - ヒジュラ - ヒジュラ暦 - ヒズボラ - ヒヤル - ファトワー - 回回教 - ファーティマ朝 - 福音書 - ブルカ - ブワイフ朝 - 文化的ムスリム - ベルベル人 - ホジャ

## ま行
マーリク派 - 前嶋信次 - マカーム - マッカ - マディーナ - マドラサ - マフディー - マホメット（⇒ムハンマド） - マムルーク - マムルーク朝 - ミッラ - ミッレト制 - ミナレット - ムアーウィヤ - ムアッジン - ムガル帝国 - ムジャーヒディーン - ムスリム - ムダーラバ - ムハンマド - 名誉の殺人 - メッカ - メディナ - モスク - モーセ - モロ

## や行
ヤスリブ（⇒マディーナ） - ユダヤ教 - 預言者 - 預言者生誕祭 - 予定

## ら行
来世 - ラスール（⇒使徒） - 礼拝 - ラマダーン - 六信

## わ行
ワクフ - ワッハーブ派

## 英数字・略語
OIC - PLO

## 関連サイト
- 平凡社『イスラム事典』（1982年）（全文検索可）